# Siergiej Małow
Siergiej Iwanowicz Małow (ros. Сергей Иванович Малов, ur. w lutym 1904 we wsi Rieża w guberni jarosławskiej, zm. 18 marca 1951 w Moskwie) – radziecki działacz partyjny, I sekretarz Komitetu Obwodowego WKP(b) Niemieckiej Nadwołżańskiej ASRR (1939-1941), I sekretarz Komitetu Obwodowego WKP(b) w Riazaniu (1948).
1922-1926 uczył się w technikum rolniczym w Rybińsku, 1926-1929 był agronomem i kierownikiem szkoły młodzieży kołchozowej, 1929-1931 studiował w Instytucie Agropedagogicznym Moskiewskiej Akademii Rolniczej, od 1931 w WKP(b), 1932-1934 pracownik naukowy Wszechzwiązkowej Akademii Nauk Rolniczych im. Lenina. Od 1934 do listopada 1935 w ekspedycji naukowej Wszechzwiązkowej Akademii Nauk Rolniczych im. Lenina w Tuwie, później zastępca dyrektora Moskiewskiego Instytutu Agropedagogicznego i wykładowca Komunistycznego Uniwersytetu Pracujących Wschodu. Od 7 lipca 1938 II sekretarz, a od 13 listopada 1939 do września 1941 I sekretarz Komitetu Obwodowego WKP(b) Niemieckiej Nadwołżańskiej ASRR. 1941-1943 szef zarządu politycznego Ludowego Komisariatu Przemysłu Mięsnego i Mleczarskiego ZSRR i zastępca ludowego komisarza przemysłu mięsnego i mleczarskiego ZSRR, od lutego do września 1944 sekretarz Komitetu Obwodowego WKP(b) Kabardyno-Bałkarii, 1944-1945 II sekretarz Tatarskiego Komitetu Obwodowego WKP(b). 1945-1947 inspektor Zarządu Kadr KC WKP(b), od 1947 do kwietnia 1948 kierownik Wydziału Rady ds. Kołchozów przy Radzie Ministrów ZSRR, w 1948 I sekretarz Komitetu Obwodowego WKP(b) w Riazaniu, następnie do śmierci kierownik Sektora Wydziału Przemysłu Lekkiego KC WKP(b). Deputowany do Rady Najwyższej ZSRR 1 kadencji. Odznaczony Orderem Lenina.